# 개즈던기

개즈던기

개즈던 기(Gadsden flag)는 미국의 역사적 깃발의 하나이다. 노란색 바탕에 똬리를 튼 방울뱀(timber rattlesnake) 한마리가 공격 태세를 갖추고 있으며, 그 밑에는 DONT TREAD ON ME(나를 밟으려 들지 말라)라고 쓰여 있다.
미국 독립 혁명 당시 활동한 사우스캐롤라이나주의 정치인 크리스토퍼 개즈던이 고안했다. 방울뱀은 미국 13개 주의 단합을 상징하는 의미로서 벤저민 프랭클린의 유명한 "뭉치지 않으면 죽는다"(Join, or Die) 만평에도 그려져 있으며, 깃발은 영국에게 미국의 이익을 침범하지 말라고 경고하는 의미를 가진다.
이 상징은 이후 개인주의와 자유를 옹호하는 의미로 확대되어 오늘날 미국에서는 특히 우익 자유지상주의와 작은 정부 사상을 상징하는 깃발로 쓰이고 있으며, 최근에는 일부 극우 운동과도 연관된다.

## 같이 보기
- 미국의 자유지상주의